# Matheus Rossetto
Matheus Rossetto (Santo Amaro da Imperatriz, 3 de junho de 1996) é um futebolista brasileiro que atua como volante. Atualmente joga no Fortaleza.

## Carreira
Nascido em Santo Amaro da Imperatriz, em Santa Catarina, Rossetto ingressou nas categorias de base do Athletico Paranaense no ano de 2009, aos 12 anos. No dia 15 de dezembro de 2015, o jogador foi emprestado para a Ferroviária.
Voltou ao Athletico Paranaense em 2016, e no mesmo ano realizou sua estreia no Campeonato Brasileiro. Ele marcou seu primeiro gol pelo Furacão no dia 5 de outubro, numa vitória por 3 a 1 contra Chapecoense. Dois anos depois sagrou-se campeão da Copa Sul-Americana de 2018.
No dia 3 de maio de 2019, depois de o clube paranaense demonstrar interesse no meia Thonny Anderson, os dirigentes do Grêmio solicitaram o repasse de Matheus Rossetto.

## Estatísticas
Atualizadas até 20 de abril de 2019
| Clube        | Temporada | Campeonato Nacional | Campeonato Nacional | Copa Nacional | Copa Nacional | Campeonato Estadual | Campeonato Estadual | Competições continentais | Competições continentais | Outros torneios | Outros torneios | Total | Total |
| Clube        | Temporada | Jogos               | Gols                | Jogos         | Gols          | Jogos               | Gols                | Jogos                    | Gols                     | Jogos           | Gols            | Jogos | Gols  |
| ------------ | --------- | ------------------- | ------------------- | ------------- | ------------- | ------------------- | ------------------- | ------------------------ | ------------------------ | --------------- | --------------- | ----- | ----- |
| Athletico-PR | 2015      | 0                   | 0                   | 0             | 0             | 0                   | 0                   | 0                        | 0                        | 0               | 0               | 0     | 0     |
| Athletico-PR | Total     | 0                   | 0                   | 0             | 0             | 0                   | 0                   | 0                        | 0                        | 0               | 0               | 0     | 0     |
| Ferroviária  | 2016      | 0                   | 0                   | 2             | 0             | 9                   | 1                   | 0                        | 0                        | 0               | 0               | 11    | 1     |
| Ferroviária  | Total     | 0                   | 0                   | 2             | 0             | 9                   | 1                   | 0                        | 0                        | 0               | 0               | 11    | 1     |
| Athletico-PR | 2016      | 15                  | 2                   | 0             | 0             | 0                   | 0                   | 0                        | 0                        | 0               | 0               | 15    | 2     |
| Athletico-PR | 2017      | 31                  | 1                   | 2             | 0             | 13                  | 1                   | 11                       | 0                        | 0               | 0               | 57    | 2     |
| Athletico-PR | 2018      | 18                  | 2                   | 3             | 2             | 0                   | 0                   | 3                        | 0                        | 0               | 0               | 24    | 4     |
| Athletico-PR | 2019      | 0                   | 0                   | 0             | 0             | 2                   | 0                   | 0                        | 0                        | 0               | 0               | 2     | 0     |
| Athletico-PR | Total     | 91                  | 5                   | 5             | 2             | 15                  | 1                   | 14                       | 0                        | 0               | 0               | 98    | 8     |
| Total        | Total     | 91                  | 5                   | 9             | 2             | 24                  | 2                   | 14                       | 0                        | 0               | 0               | 109   | 9     |

## Títulos
Athletico Paranaense
- Copa Sul-Americana: 2018
- Taça Dirceu Krüger: 2019
- Campeonato Paranaense: 2019
- Copa do Brasil: 2019

Fortaleza
- Copa do Nordeste: 2024